# Trușești
Trușești là một xã thuộc hạt Botoșani, România. Dân số thời điểm năm 2002 là 5783 người.